# Robert Livingston (hockey sur glace)
Pour les articles homonymes, voir Robert Livingston (homonymie) et Livingston.
Robert Livingston (né le 3 novembre 1908 et mort le 2 avril 1974 à New Canaan) est un hockeyeur sur glace américain. Lors des Jeux olympiques d'hiver de 1932 disputés à Lake Placid, il remporte la médaille d'argent.

## Palmarès
- Médaille d'argent aux Jeux olympiques de Lake Placid en 1932